# Старицкий, Константин Степанович
Константин Степанович Старицкий (1839 — 1909) — русский учёный, гидрограф, исследователь морей Дальнего Востока, контр-адмирал. Член Русского географического общества, член Русского технического общества, член правления общества «Кавказ и Меркурий», вице-председатель Астрономического общества.

## Биография
Родился в  Полтаве в семье отставного лейтенанта морской артиллерии.
Учился в Царскосельском (Александровском) кадетском корпусе, затем перешел в Морской кадетский корпус в офицерский класс. В 1857 году закончил его с отличием. За выдающиеся успехи принят в Военно-морскую академию слушателем офицерских классов гидрографического отдела, обучение окончил первым по выпуску. Далее стажировался в Пулковской обсерватории. А после стажировки направлен на Каспийское море для производства гидрографических и описных работ.
В 1864 году лейтенант Константин Старицкий по рекомендации президента Академии наук адмирала Ф. П. Литке был приписан к экипажу корвета «Аскольд» и с ним отправлен на Тихий океан для астрономических и магнитных наблюдений по специальной программе. С 29 июля 1865 года, будучи в Нагасаки, К. С. Старицкий и гидрограф лейтенант М. П. Крускопф переведены на корвет «Варяг». На нём гидрографы совершили рейс из Нагасаки в Николаевск и обратно с заходами во Владивосток, Хакодате, и Петропавловск, проведя ряд исследований. С 10 февраля 1866 года К. С. Старицкий приписан к Амурскому флотскому экипажу. Летом 1866 года на шхуне «Алеут» из Японии отправился в русские порты. В этом же году за ранением начальника поста Находка возглавил гарнизон при отражении нападения нескольких сотен китайских хунхузов. Далее службу продолжил на Дальнем Востоке России.
В 1866—1870 годах, находясь на разных кораблях, провёл исследования в Японском, Охотском, Беринговом морях, определил 37 астрономических пунктов, осуществил хронометрическую связь между главными морскими портами Японии и Китая. Он первым обратил внимание на огромные глубины восточнее Курильской гряды (Курило-Камчатская впадина). А также совершил несколько верховых поездок в заливы Находка и Посьета для ознакомления с топографией и этнографией этих мест. Под его руководством были произведены: морская съёмка и промер глубин вдоль западного берега Сахалина и близ Курильских островов, составлена карта северной части Татарского пролива и юга острова Сахалин, выполнена опись берегов устья Амура и залива Петра Великого. В 1866 году на пароходо-корвете «Америка», в 1868 году на шхуне «Восток», в 1868—1869 годах на канонерской лодке «Горностай», в 1870 году вновь на шхуне «Восток».
В 1871 году вернулся в Кронштадт на клипере «Всадник». Произведен в капитан-лейтенанты. Русское географическое общество в 1874 году наградило его Золотой медалью имени Ф. П. Литке за гидрографические исследования проведённые в Тихом океане. Далее состоял при великом князе Константине Николаевиче, выполняя поручения научного характера. Занимаясь научной деятельностью, командовал миноносцами «Акула» и «Камбала». В последующие годы состоял на службе в Гидрографическом управлении и в Военно-морской академии.
В 1890 году контр-адмирал К. С. Старицкий вышел в отставку. До 1892 года возглавлял правление «Общества пароходства по Днепру и его притокам», и до 1907 года был председателем правления Русского общества пароходства и торговли.
Скончался в Санкт-Петербурге в чине контр-адмирала.

## Награды
- 25 ноября 1868 года — орден Святого Равноапостольного князя Владимира IV степени с мечами и бантом[5].
- 17 апреля 1870 года — орден Святого Станислава II степени.
- 1 января 1872 года присуждена премия в размере 400 рублей.

## Память
Именем Старицкого названы семь географических объектов в Охотском и Японском морях, в том числе: мыс в бухте Новик на острове Русском; полуостров, образующий бухту Нагаева; подводный вулкан к востоку от острова Матуа.
Также в честь К. С. Старицкого названы:
- банка Старицкого в Охотском море (открыта советскими исследователями в 1949—1954 гг.)[6].
- гора Старицкого на острове Монерон (название присвоено в 1868—1870 гг.)[6].
- мыс Старицкого на острове Сахалин[6].